# Jérôme Anany
Jérôme Anany est un homme politique congolais membre du Parti National du Progrès. Il est le ministre de la Défense dans le Gouvernement Adoula de mai 1962 à juin 1964.
Il fait partie des quatre martyrs de la Pentecôte exécutés par pendaison le 1er juin 1966 à Kinshasa sous le régime de Joseph-Désiré Mobutu.